# Mastermind

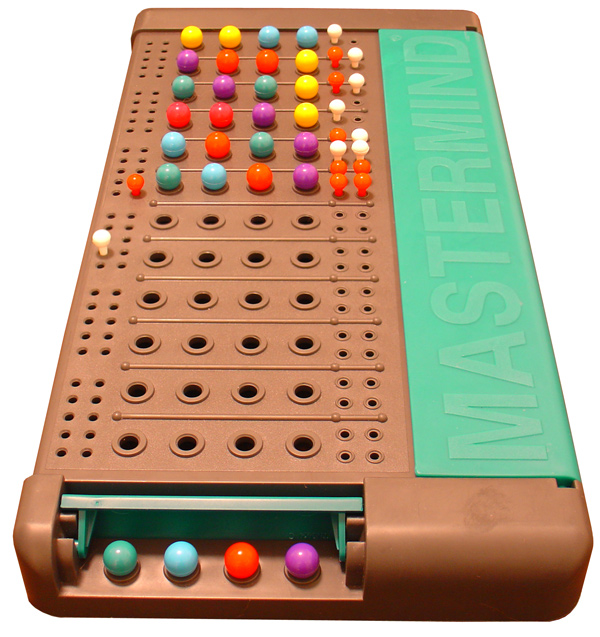
Tabuleiro de Mastermind.

O Mastermind (no Brasil Senha) é um jogo de tabuleiro inventado por Mordechai Meirowitz e distribuído inicialmente  pela Invicta Plastics. Publicado em 1971, o jogo vendeu mais de 50 milhões de tabuleiros em 80 países, tornando-se o mais bem-sucedido novo jogo da década de 1970. Atualmente, no Brasil é vendido pela Grow com o tabuleiro preto e cinza, e os pinos do jogo em azul, amarelo, verde, vermelho, rosa, roxo e laranja

## Objetivo do jogo
Um jogo de Mastermind tem pinos de sete cores diferentes, aleatórias, exceto preto e branco. Os pinos pretos e brancos são menores. Há quatro buracos grandes em cada fileira, em 10 fileiras, uma abaixo da outra. E ao lado delas, um quadrado menor, com quatro buracos menores, dois em cima de dois. Uma fileira, que seria a décima primeira, tem um defletor que esconde seus buracos. O desafiador faz uma combinação com quatro pinos coloridos, sem repetir as cores de cada pino, e as põe na décima primeira fileira e levanta o defletor, escondendo a senha. Então, o desafiado tenta adivinhar a senha, pondo quatro pinos que ele acha que são a senha na primeira fileira, e o desafiador põe os pinos pretos e brancos no quadrado menor ao lado. A regra dos pinos pretos e brancos são essas: o branco significa haver uma cor certa mas lugar errado, o preto significa que há uma cor certa no lugar certo, e nenhum pino significa que uma das cores não é contida na senha. O desafiado vai tentando adivinhar, se guiando pelos pinos pretos e brancos. Se o desafiado não acertar até a 10ª fileira, o desafiador fecha o defletor e revela a senha, mas se adivinhar, o desafiador põe quatro pinos pretos e revela a senha. Um ótimo Jogo  